# 42e Rue (film)
Pour les articles homonymes, voir 42e Rue (homonymie).
Pour plus de détails, voir Fiche technique et Distribution.
42e Rue (42nd Street) est un film musical américain réalisé par Lloyd Bacon, sorti en 1933.

## Synopsis
Le plus grand metteur en scène de comédies musicales, malade et fatigué, Julian Marsh (Warner Baxter) trouve encore la force de monter un dernier spectacle. La veille de la générale, la vedette fait faux bond, et on doit lui trouver une remplaçante de toute urgence. C’est une des girls du spectacle, de surcroît amoureuse du jeune premier, qui est choisie : Peggy Sawyer (Ruby Keeler). Elle triomphe et devient à son tour une vedette.

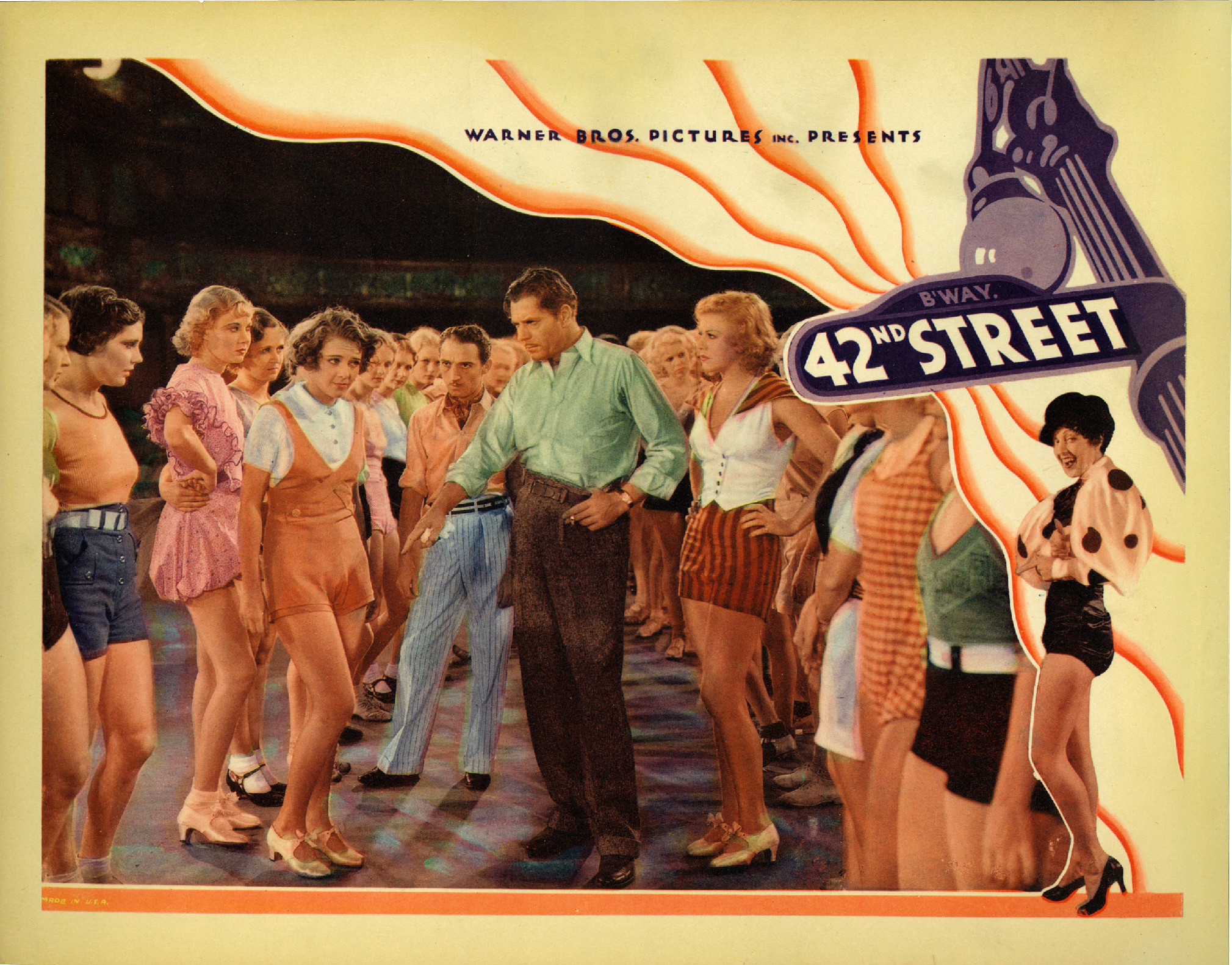
Ruby Keeler, Warner Baxter et Ginger Rogers.
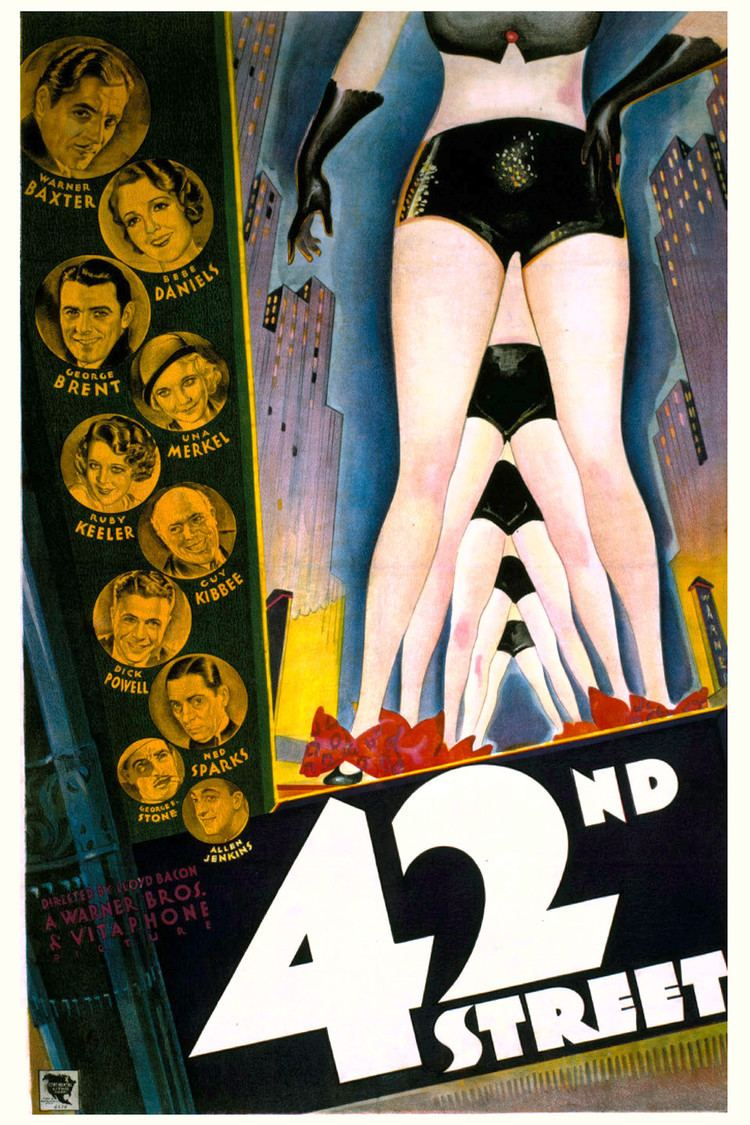
Affiche du film.
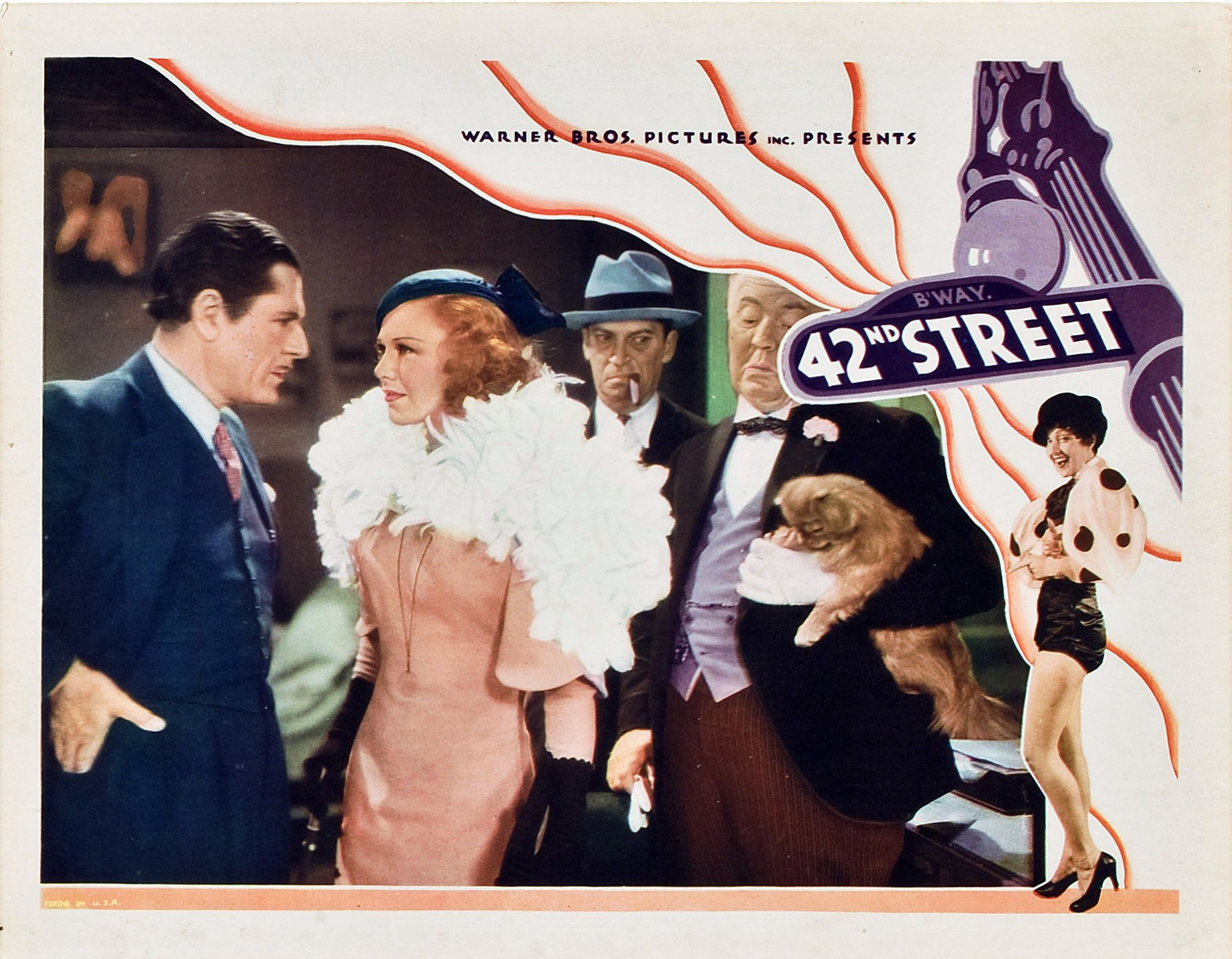
Ginger Rogers au centre.

## Fiche technique
- Titre original : 42nd Street
- Titre français : 42e Rue
- Réalisation : Lloyd Bacon
- Scénario : James Seymour, Ryan James, d'après un roman de Bradford Ropes
- Lyrics : Al Dubin
- Musique : Leo F. Forbstein, Harry Warren
- Chorégraphie : Busby Berkeley
- Direction artistique : Jack Okey
- Montage : Thomas Pratt et Frank Ware
- Production : Hal B. Wallis, Darryl F. Zanuck pour Warner Bros.
- Genre : Film musical, comédie dramatique, romance et  biopic (film à clef[1])
- Durée : 89 minutes (1 h 29 min)
- Dates de sortie :
  - États-Unis : 8 mars 1933 (première à New York) ; 11 mars 1933 (sortie nationale)
  - France : 3 mai 1933

## Distribution
- Warner Baxter : Julian Marsh
- Bebe Daniels : Dorothy Brock
- George Brent : Pat Denning
- Ruby Keeler : Peggy Sawyer
- Guy Kibbee : Abner Dillon
- Una Merkel : Lorraine Fleming
- Ginger Rogers : Ann Lowell
- Ned Sparks : Barry
- Dick Powell : Billy Lawler
- Allen Jenkins : Mac Elroy
- Edward J. Nugent : Terry
- Robert McWade : Jones
- George E. Stone : Andy Lee

Et, parmi les acteurs non crédités :

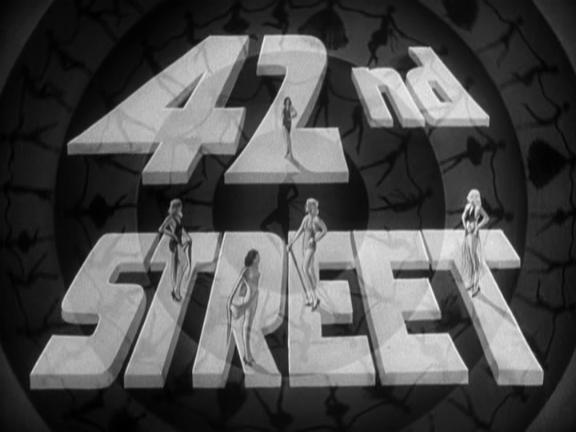
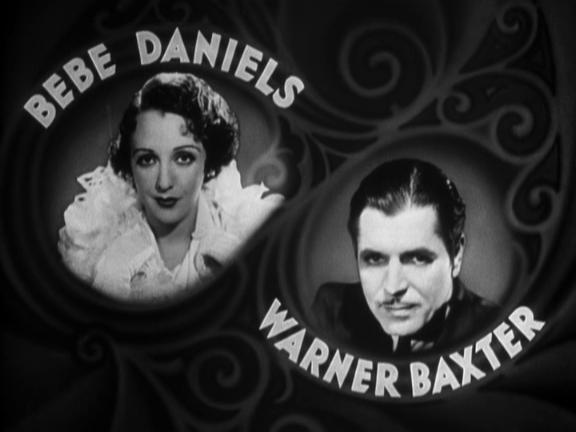
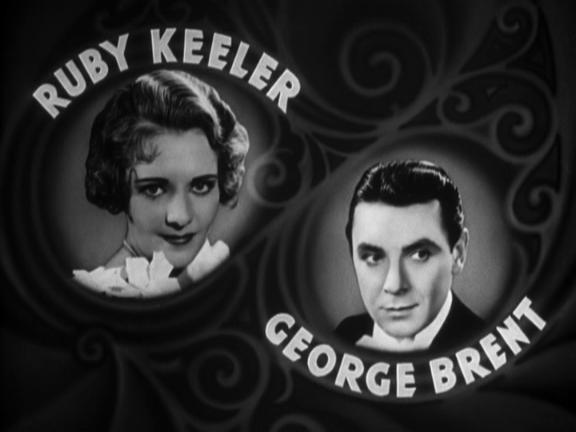
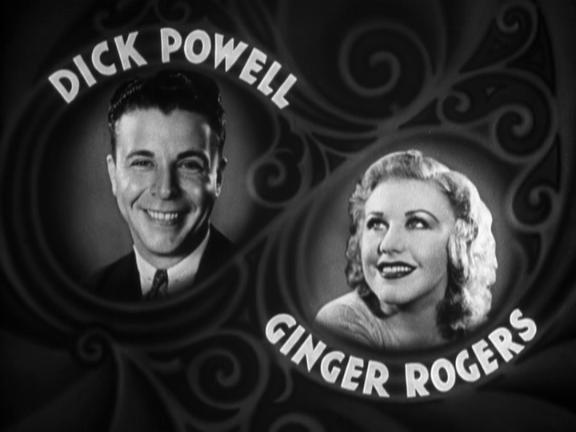
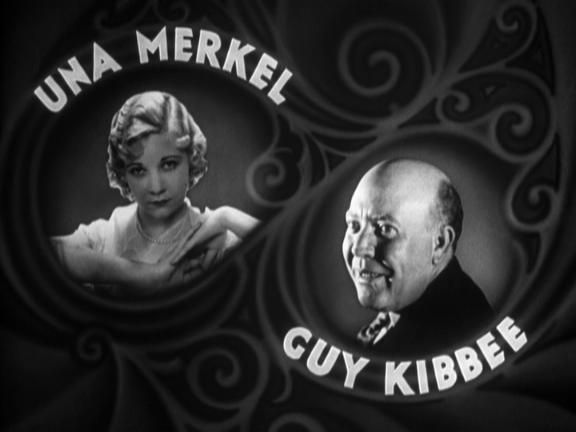

- Harry Akst : Jerry
- Wallis Clark : Dr Chadwick
- George Irving : un docteur
- Tom Kennedy : Slim Murphy
- Jack La Rue : le nigaud

## Chansons
- You're Getting To Be a Habit with Me
- It Must Be June
- Shuffle Off to Buffalo
- Young and Healthy
- 42nd Street

## Récompenses et distinctions
42e Rue a été sélectionné en 1998 par le National Film Registry pour être conservé à la bibliothèque du Congrès aux États-Unis pour son « importance culturelle, historique ou esthétique ».

### Nominations
- Oscars 1934 : meilleur film et meilleur son (Nathan Levinson)

## Autour du film
- À l'instar des comédies musicales qui ont marqué le genre, c'est un film qui raconte un spectacle qui se monte.
- À l'inverse du schéma habituel, c'est le film qui donna lieu à une adaptation sur scène à Broadway et à Londres dans les années 1980.